# الا مسترانتونیو
الا مسترانتونیو (انگلیسی: Ella Mastrantonio؛ زادهٔ ۲۲ ژانویهٔ ۱۹۹۲) بازیکن فوتبال اهل استرالیا است.

وی همچنین در تیم‌های ملی فوتبال Australia women's national under-17 soccer team, Australia women's national under-20 soccer team، و زنان استرالیا بازی کرده‌است.